# Віскікурня Speyside
57°04′12″ пн. ш. 3°59′18″ зх. д. / 57.07° пн. ш. 3.98833° зх. д.
Віскікурня Speyside distillery — це шотландська віскікурня, розташована неподалік від села Драмгіш у регіоні Спейсайд в Шотландії, недалеко від села Кінгуссі. Наразі тут виробляють односолодовий віскі SPEY, односолодовий віскі BEINN DUBH та джин ручної роботи BYRON'S Hand crafted.

## Об'єкт
Винокурня була заснована на базі старого ячмінного млина, побудованого в 1760-х роках. У 1962 році його придбав Джордж Крісті, і протягом наступних 2 десятиліть він будувався вручну Джорджем Крісті та каменярем Алексом Фейрлі, і був завершений у 1987 році. Минуло ще три роки, перш ніж у 1990 році розпочалося виробництво віскі.
Було встановлено два мідні перегінні апарати традиційної форми. Оскільки масове виробництво ніколи не було однією з цілей Джорджа, вони досі залишаються одними з найменших у Шотландії. Заторний апарат Glenspey був останнім, встановленим компанією Newmill Engineering перед закриттям. Попри те, що винокурня невелика, вона може виробляти 600 000 літрів алкоголю на рік. Це друга найпівденніша віскікурня в Спейсайді, яка бере воду безпосередньо з річки Тромі.

## Продукти
Harvey's of Edinburgh, заснована 1770 року, з 2012 року є новими власниками компанії The Speyside distillery. Сьогодні компанія виробляє односолодовий віскі SPEY, BEINN DUBH та BYRON'S GIN. До них відносяться односолодові віскі SPEY: Tenne, Trutina, Fumare, Chairman's Choice та Royal Choice; односолодовий віскі Beinn Dubh в основній колекції. Лімітовані серії нещодавно включали SPEY 10-річного віку, SPEY 18-річного віку, SPEY Tenne, SPEY Trutina та SPEY Fumare, а також нещодавнє доповнення — The SPEY 12-річного віку.
Історично сім'я Крісті виробляла Drumguish, Speyside та Glentromie, які розливалися в пляшки під іншими назвами, включаючи купажі Glen Hood, Scottish Prince та односолодовий віскі бочкової витримки під назвою Scotts Selection.

## Дивитись також
- Віскі
- Шотландське віскі